# Grazio Maria Grazi
Grazio Maria Grazi (o Gratii, Gratij, Grazzi) (Sinalunga, 1553 – dopo 1625) è stato uno scrittore italiano.

## Biografia
Segretario e collaboratore di Federico Borromeo, fu umanista, poeta, bibliofilo, traduttore e cattedratico.
Iniziò la sua attività letteraria come poeta e epigrammista pubblicando nel 1584 "Rime e versi latini sopra il ratto delle Sabine scolpito in marmo dall'eccellente Giambologna" (Il suo nome si trova formulato anche come Gratia o Gratiamaria Gratii/j). Profondo conoscitore di greco, latino e spagnolo, tradusse e dette alle stampe con successo opere, teologiche e non, di Plutarco, Ribadeneyra, Villegas e Campiglia, tutte con numerose riedizioni posteriori. Spesso collaborava col fratello Sallustio, erudito traduttore anch'esso, che fu Rettore della Chiesa di Nervesa (Treviso).
Sacerdote, fino al 1596 fu docente presso il Seminario di Treviso come Maestro d'Humanità, e poi  presso quello di Milano al servizio di Federigo Borromeo, del quale in breve conquistò la stima e l'amicizia, tanto da venire appellato “nostro familiare”. Divenne suo segretario e collaboratore strettissimo (come dimostra la copiosa corrispondenza conservata nella Biblioteca Ambrosiana, datata dal 1596 al 1625) per l'individuazione e l'acquisto di antichi testi e manoscritti destinati ad arricchire la costituenda Biblioteca, con la missione di ricercatore antiquario in particolare in Italia, ma con molti contatti più remoti. Reperì ad esempio  il manoscritto pergamenaceo del Virgilio miniato da Simone Martini, appartenuto e chiosato dal Petrarca, compreso il ricordo della morte di Laura. Condusse anche le trattative per l'acquisto della Biblioteca Pinelli.
Il Manzoni ne "I promessi sposi" ricorda come il Borromeo, per fornire l'Ambrosiana di libri e manoscritti, "spedì otto uomini, de' più colti ed esperti che poté averne, a farne incetta…" ; il Grazi era uno di questi, delegato alle ricerche in tutta la penisola. Nel corso di questa sua attività di ricercatore-bibliofilo ebbe anche un triennio di docenza presso l'Ateneo di Pisa come Professore di Greco e Latino e di Umane Lettere (1610-1613), richiesto espressamente dal granduca che lo rivoleva in Toscana. Ma in seguito, già anziano e da sempre di salute cagionevole, preferì ritornare al Nord, fra Venezia e Milano, e alla collaborazione con l'amato Cardinale, che gli assicurò anche una pensione.
Fu ammesso all'esclusiva ed elitaria Accademia di Venezia assieme al senese Belisario Bulgarini, col quale peraltro ebbe una copiosa corrispondenza epistolare. Per ignoti motivi non accettò mai, benché richiesto, la docenza nella sua patria senese. Anche il luogo e la data della sua morte sono sconosciuti. I fratelli Gratiamaria e Salustio Gratii lasciarono in eredità al Capitolo della Collegiata di Sinalunga la loro cospicua biblioteca.